# Чершелы
 Чершелы  — деревня в Тукаевском районе Татарстана. Входит в состав Князевского сельского поселения.

## География
Находится в северо-восточной части Татарстана на расстоянии приблизительно 13 км на юго-восток от районного центра города Набережные Челны у речки Буклы.

## История
Известна с 1747 года. В начале XX века отмечалось наличие мечети и мектеба.
В «Списке населенных мест по сведениям 1870 года», изданном в 1877 году, населённый пункт упомянут как деревня Чершилы (Черышмы, Шанды-Тамак) 5-го стана Мензелинского уезда Уфимской губернии. Располагалась при речках Черишлинке и Шанде, по левую сторону почтового тракта из Мензелинска в Елабугу, в 29 верстах от уездного города Мензелинска и в 22 верстах от становой квартиры в деревне Кузекеева (Кускеева). В деревне, в 42 дворах жили 254 человека (123 мужчины и 131 женщина, татары), было училище. Жители занимались земледелием, скотоводством.

## Население
Постоянных жителей было: в 1870—254, в 1906—402, в 1920—453, в 1926—392, в 1938—363, в 1958—364, в 1970—285, в 1979—151, в 1989 — 56, 42 в 2002 году (татары 90 %), 59 в 2010.